# Gare de La Bastide - Saint-Laurent-les-Bains
La gare de La Bastide - Saint-Laurent-les-Bains est une gare ferroviaire française de la ligne de Saint-Germain-des-Fossés à Nîmes-Courbessac (également appelée Ligne des Cévennes), située sur le territoire de la commune de La Bastide-Puylaurent, dans le département de la Lozère, à proximité de Saint-Laurent-les-Bains-Laval-d'Aurelle (département de l'Ardèche et région Auvergne-Rhône-Alpes), en région Occitanie.
C'est une halte voyageurs de la Société nationale des chemins de fer français (SNCF), desservie des trains TER Occitanie et TER Auvergne-Rhône-Alpes.

## Situation ferroviaire
Établie à 1 024 mètres d'altitude, la gare de bifurcation de La Bastide - Saint-Laurent-les-Bains, est située au point kilométrique (PK) 606,599 de la ligne de Saint-Germain-des-Fossés à Nîmes-Courbessac entre les gares ouvertes de Luc (Lozère) et de Villefort et au PK 692,501 de la ligne du Monastier à La Bastide-Saint-Laurent-les-Bains.
En direction du nord et de Saint-Germain-des-Fossés, c'est à partir de cette gare que la ligne va peu ou prou suivre le cours de l'Allier ne le quittant qu'entre Issoire et Clermont-Ferrand pour le retrouver un peu avant Vichy et le suivre alors jusqu'à Saint-Germain.

## Historique
Elle figure dans la nomenclature 1911 des gares, stations et haltes, de la Compagnie des chemins de fer de Paris à Lyon et à la Méditerranée, c'est une gare dénommée La Bastide-Saint-Laurent-les-Bains. Elle porte le no 5 de la ligne de Moret-Les-Sablons à Nimes (9e section). Elle dispose du service complet de la grande vitesse (GV), « à l'exclusion des chevaux chargés dans des wagons-écuries s'ouvrant en bout et des voitures à 4 roues, à deux fonds et à deux banquettes dans l'intérieur, omnibus, diligences, etc. » et du service complet de la petite vitesse (PV) avec la même limitation.

## Fréquentation
De 2015 à 2023, selon les estimations de la SNCF, la fréquentation annuelle de la gare s'élève aux nombres indiqués dans le tableau ci-dessous :
| Année     | 2015   | 2016   | 2017   | 2018   | 2019   | 2020   | 2021   | 2022   | 2023   |
| --------- | ------ | ------ | ------ | ------ | ------ | ------ | ------ | ------ | ------ |
| Voyageurs | 35 358 | 31 174 | 26 453 | 24 742 | 23 374 | 13 692 | 21 510 | 26 451 | 30 028 |

## Service des voyageurs

### Accueil

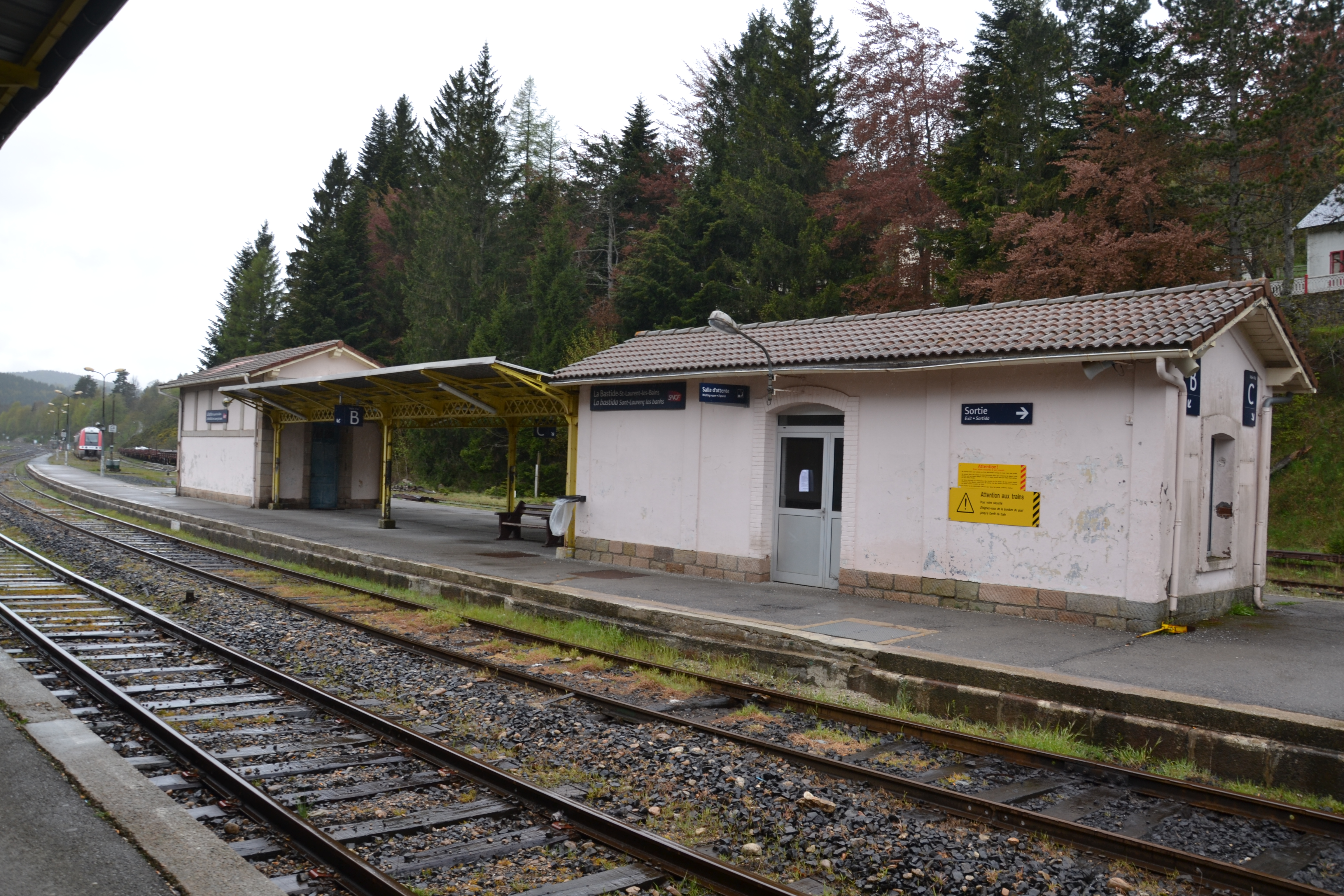
Abri du quai opposé au bâtiment voyageurs.

Halte SNCF, c'est un point d'arrêt non géré (PANG) à entrée libre. Elle est équipée d'automates pour l'achat de titres de transport.

### Desserte

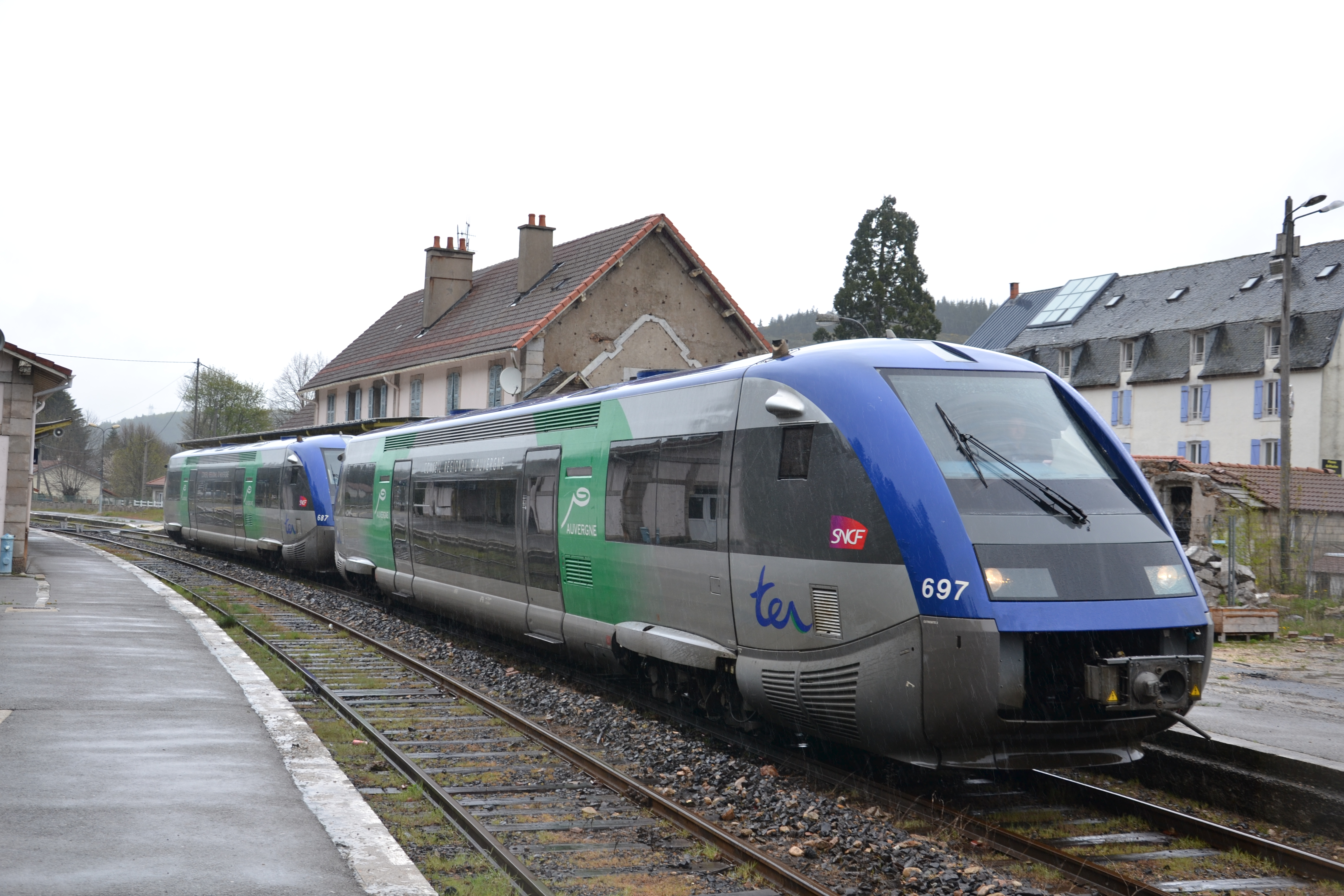
Le Cévenol assuré par des autorails régionaux X 73500 marque l'arrêt.

La Bastide - Saint-Laurent-les-Bains est desservie par des trains TER Occitanie ou TER Auvergne-Rhône-Alpes, qui effectuent des missions entre les gares de Clermont-Ferrand, de Mende et de Nîmes.

### Intermodalité
Un parking pour les véhicules est aménagé. La gare est desservie par des cars TER Auvergne-Rhône-Alpes qui renforcent la desserte, notamment entre les gares de Langogne et de La Bastide - Saint-Laurent-les-Bains.
Des autocars du réseau interurbain régional liO desservent également la gare.